# Loviisa
Loviisa (szw. Lovisa) – miasto w Finlandii, w regionie Itä-Uusimaa w dawnej prowincji Finlandia Południowa.
W mieście była stacja kolejowa Loviisa.